# Belwood
Belwood é uma cidade  localizada no estado norte-americano de Carolina do Norte, no Condado de Cleveland.

## Demografia
Segundo o censo norte-americano de 2000, a sua população era de 962 habitantes. 
Em 2006, foi estimada uma população de 1008, um aumento de 46 (4.8%).

## Geografia
De acordo com o United States Census Bureau tem uma área de 
31,9 km², dos quais 31,9 km² cobertos por terra e 0,0 km² cobertos por água.

## Localidades na vizinhança
O diagrama seguinte representa as localidades num raio de 16 km ao redor de Belwood. 